# Championnat de Chypre de football 1997-1998
Navigation
Saison précédente Saison suivante
La saison 1997-1998 du Championnat de Chypre de football était la 60e édition officielle du championnat de première division à Chypre. Les quatorze meilleurs clubs du pays se retrouvent au sein d'une poule unique, la Cypriot First Division, où ils s'affrontent 2 fois, à domicile et à l'extérieur. En fin de saison, les 3 derniers au classement sont relégués et remplacés par les 3 meilleurs clubs de deuxième division.
L'Anorthosis Famagouste remporte un nouveau titre de champion en terminant en tête du championnat, avec 4 points d'avance sur l'Omonia Nicosie et 11 sur l'Apollon Limassol. Il s'agit du 9e titre de champion de l'histoire du club. L'Anorthosis réussit le doublé Coupe-championnat en battant l'Apollon Limassol en finale de la Coupe de Chypre.

## Les 14 clubs participants
| - Evagoras Paphos - Promu de D2 - Ethnikos Achna - Nea Salamina Famagouste - Omonia Nicosie - APOEL Nicosie - Ethnikos Assia - Promu de D2 - APOP Paphos | - AEK Larnaca - Anorthosis Famagouste - AEL Limassol - Promu de D2 - Apollon Limassol - EN Paralimni - Anagennisi Dherynia - Alki Larnaca |

## Compétition

### Classement
Le barème utilisé pour établir le classement est le suivant :
- Victoire : 3 points
- Match nul : 1 point
- Défaite : 0 point

| Rang | Équipe                    | Pts | J  | G  | N | P  | Bp | Bc | Diff |
| ---- | ------------------------- | --- | -- | -- | - | -- | -- | -- | ---- |
| 1    | Anorthosis Famagouste T C | 66  | 26 | 21 | 3 | 2  | 87 | 18 | +69  |
| 2    | Omonia Nicosie            | 62  | 26 | 19 | 5 | 2  | 90 | 20 | +70  |
| 3    | Apollon Limassol          | 55  | 26 | 16 | 7 | 3  | 50 | 25 | +25  |
| 4    | Ethnikos Achna P          | 47  | 26 | 13 | 8 | 5  | 35 | 28 | +7   |
| 5    | AEK Larnaca               | 34  | 26 | 9  | 7 | 10 | 42 | 40 | +2   |
| 6    | EN Paralimni              | 33  | 26 | 10 | 3 | 13 | 45 | 49 | -4   |
| 7    | APOEL Nicosie             | 31  | 26 | 8  | 7 | 11 | 48 | 51 | -3   |
| 8    | Nea Salamina Famagouste   | 31  | 26 | 10 | 1 | 15 | 43 | 59 | -16  |
| 9    | AEL Limassol P            | 29  | 26 | 7  | 8 | 11 | 37 | 50 | -13  |
| 10   | Alki Larnaca              | 29  | 26 | 9  | 2 | 15 | 46 | 65 | -19  |
| 11   | Evagoras Paphos P         | 29  | 26 | 8  | 5 | 13 | 29 | 52 | -23  |
| 12   | Anagennisi Dherynia       | 27  | 26 | 7  | 6 | 13 | 37 | 65 | -28  |
| 13   | APOP Paphos               | 26  | 26 | 7  | 5 | 14 | 40 | 59 | -19  |
| 14   | Ethnikos Assia            | 12  | 26 | 3  | 3 | 20 | 28 | 76 | -48  |

|  | Qualification pour la Ligue des champions 1998-1999                                    |
|  | Qualification pour la Coupe des Coupes 1998-1999                                       |
|  | Qualification pour la Coupe UEFA 1998-1999                                             |
|  | Qualification pour la Coupe Intertoto 1998                                             |
|  | Relégation directe en deuxième division                                                |
|  | T : Tenant du titre C : Vainqueur de la Coupe de Chypre P : Promu de deuxième division |

## Bilan de la saison
| Championnat de Chypre de football 1997-1998 |                                                 |
| Champion                                    | Anorthosis Famagouste (9e titre)                |
| Coupes et trophées                          |                                                 |
| Vainqueur de la Coupe de Chypre 1997-1998   | Anorthosis Famagouste                           |
| Vainqueur de la Supercoupe de Chypre        | APOEL Nicosie                                   |
| Qualifications continentales                |                                                 |
| Ligue des champions 1998-1999               | Anorthosis Famagouste                           |
| Coupe des Coupes 1998-1999                  | Apollon Limassol                                |
| Coupe UEFA 1998-1999                        | Omonia Nicosie                                  |
| Coupe Intertoto 1998                        | Ethnikos Achna                                  |
| Promotions et relégations                   |                                                 |
| Promus en Cypriot First Division            | Olympiakos Nicosie Aris Limassol Doxa Katokopia |
| Relégués en Cypriot Second Division         | Ethnikos Assia Anagennisi Dherynia APOP Paphos  |